# Кренинг
Кренинг (њем. Kröning) општина је у њемачкој савезној држави Баварска. Једно је од 35 општинских средишта округа Ландсхут. Према процјени из 2010. у општини је живјело 1.931 становника. Посједује регионалну шифру (AGS) 9274145.

## Географски и демографски подаци
Кренинг се налази у савезној држави Баварска у округу Ландсхут. Општина се налази на надморској висини од 458 метара. Површина општине износи 39,6 km². У самом мјесту је, према процјени из 2010. године, живјело 1.931 становника. Просјечна густина становништва износи 49 становника/km².